# Sours
Sours település Franciaországban, Eure-et-Loir megyében. Lakosainak száma 1964 fő (2022. január 1.). Sours Houville-la-Branche, Berchères-les-Pierres, Francourville, Gellainville, Nogent-le-Phaye és Prunay-le-Gillon községekkel határos.

## Népesség
A település népessége az elmúlt években az alábbi módon változott:
| Lakosok száma | 1108 | 1262 | 1513 | 1721 | 1916 | 1927 | 1951 | 1998 | 1973 | 1964 |
|               | 1968 | 1982 | 1990 | 2006 | 2013 | 2015 | 2017 | 2019 | 2020 | 2022 |